# Reginald Arvizu
Reginald Quincy Arvizu, znan tudi pod vzdevkoma Fieldy in Reggie, ameriški bas kitarist, 2. november 1969, Bakersfield, Kalifornija, Združene države Amerike.
Znan je predvsem kot član skupine Korn. Ni ga težko prepoznati po njegovem značilnem igranju s palcem (tako imenovanem »slapanju«). Igra na 5-strunsko bas kitaro, ki si jo je, podobno kot James Shaffer in Brian Welch, dal po naročilu izdelati pri Ibanezu. Nastala kitara se imenuje K5 in je tudi v redni prodaji.